# 温泉镇 (广州市)
温泉镇，是中华人民共和国广东省广州市从化区下辖的一个行政建制镇。

## 行政区划
温泉镇下辖以下地区：
温泉社区、龙岗社区、灌村社区、温泉村、天湖村、卫东村、乌石村、云星村、宣星村、源湖村、乌土村、龙岗村、龙桥村、平岗村、中田村、桃莲村、密石村、石海村、石南村、南星村、新田村、农新村、新南村、南平村和石坑村。